# 13e étape du Tour d'Italie 2022
Pour un article plus général, voir Tour d'Italie 2022.
La 13e étape du Tour d'Italie 2022 se déroule le vendredi 20 mai 2022 de Sanremo (Ligurie) à Coni (Piémont), en Italie, sur une distance de 150 km.

## Parcours
Après deux étapes de plus de deux cents kilomètres chacune, cette étape courte de seulement 150 kilomètres comporte deux sprints intermédiaires, situés à Pieve di Teco (km 43,7) et à San Michele di Mondovi, et une ascension répertoriée, le Colle di Nava (10,4 km à 6,6 %, 3C), escaladé dans le premier tiers de l'étape. Malgré une première moitié d'étape favorable aux baroudeurs, la victoire d'étape devrait revenir à un sprinteur.

## Déroulement de la course
Dès le kilomètre zéro, un groupe de sept coureurs mène la course devant le peloton, mais est repris au bout de six kilomètres, par un peloton emmené par la Groupama FDJ.
Finalement, une échappée de cinq coureurs est accordée, avec : le Français Nicolas Prodhomme (AG2R Citroën), les deux Italiens Mirco Maestri (Eolo-Kometa) et Filippo Tagliani (Drone Hopper-Androni Giocattoli) et les deux Néerlandais Julius van den Berg (EF Education-EasyPost) et Pascal Eenkhoorn (Jumbo-Visma).
Après 40 kilomètres, le 4ème du classement général, Romain Bardet (DSM), est contraint à l'abandon. C'est un véritable coup dur pour le Français qui, dans une très grande forme après sa victoire au Tour des Alpes, faisait partie des grands favoris.
Au sprint intermédiaire de Pieve di Teco (km 43,7), Tagliani passe en tête devant van den Berg ; le peloton compte un retard de trois minutes et trente-huit secondes.
Au sommet du Colle di Nava (10,4 km à 6,6 %, 3C), Eenkhoorn devance Prodhomme ; lâché, Tagliani compte deux minutes et quarante-huit secondes de débours, il sera finalement repris par le peloton à quatre-vingt-cinq kilomètres de l'arrivée. Derrière, le peloton passe avec un retard de six minutes et quarante-trois secondes.
Au sprint intermédiaire de San Michele di Mondovi (km 112), l'échappée, menée par Julius van den Berg, compte une avance de trois minutes et cinquante secondes sur le peloton.
Les membres de l'échappée ne sont repris que dans les 500 derniers mètres et la victoire se joue au sprint massif par le peloton. Le Français Arnaud Démare (Groupama-FDJ) s'impose devant l'Allemand Phil Bauhaus (Bahrain Victorious) et le Britannique Mark Cavendish (Quick-Step Alpha Vinyl), le sprinteur Français signe donc un triplé sur cette 105e édition du Tour d'Italie.
Rien ne change dans les différents classements : Juan Pedro López conserve le maillot rose et le maillot blanc, Arnaud Démare conforte le maillot violet et l'Italien Diego Rosa (Eolo-Kometa) le maillot bleu. L'équipe Intermarché-Wanty-Gobert Matériaux mène le classement par équipes.

## Résultats

### Classement de l'étape
| \| Classement de l'étape \| Classement de l'étape \| Classement de l'étape \| Classement de l'étape \| Classement de l'étape \| \| Coureur \| Coureur \| Pays \| Équipe \| Temps \| \| --------------------- \| --------------------- \| --------------------- \| ---------------------- \| --------------------- \| \| 1er \| Arnaud Démare \| France \| Groupama-FDJ \| 3 h 18 min 16 s \| \| 2e \| Phil Bauhaus \| Allemagne \| Bahrain Victorious \| + 0 s \| \| 3e \| Mark Cavendish \| Royaume-Uni \| Quick-Step Alpha Vinyl \| + 0 s \| \| 4e \| Fernando Gaviria \| Colombie \| UAE Team Emirates \| + 0 s \| \| 5e \| Alberto Dainese \| Italie \| Team DSM \| + 0 s \| \| 6e \| Simone Consonni \| Italie \| Cofidis \| + 0 s \| \| 7e \| Dries De Bondt \| Belgique \| Alpecin-Fenix \| + 0 s \| \| 8e \| Giacomo Nizzolo \| Italie \| Israel-Premier Tech \| + 0 s \| \| 9e \| Andrea Vendrame \| Italie \| AG2R Citroën Team \| + 0 s \| \| 10e \| Tobias Bayer \| Autriche \| Alpecin-Fenix \| + 0 s \| |                  |             |                        |                 |
| |                  |             |                        |                 |
| Source : ProCyclingStats |                  |             |                        |                 |
| Classement de l'étape |                  |             |                        |                 |
| Coureur | Coureur          | Pays        | Équipe                 | Temps           |
| 1er | Arnaud Démare    | France      | Groupama-FDJ           | 3 h 18 min 16 s |
| 2e | Phil Bauhaus     | Allemagne   | Bahrain Victorious     | + 0 s           |
| 3e | Mark Cavendish   | Royaume-Uni | Quick-Step Alpha Vinyl | + 0 s           |
| 4e | Fernando Gaviria | Colombie    | UAE Team Emirates      | + 0 s           |
| 5e | Alberto Dainese  | Italie      | Team DSM               | + 0 s           |
| 6e | Simone Consonni  | Italie      | Cofidis                | + 0 s           |
| 7e | Dries De Bondt   | Belgique    | Alpecin-Fenix          | + 0 s           |
| 8e | Giacomo Nizzolo  | Italie      | Israel-Premier Tech    | + 0 s           |
| 9e | Andrea Vendrame  | Italie      | AG2R Citroën Team      | + 0 s           |
| 10e | Tobias Bayer     | Autriche    | Alpecin-Fenix          | + 0 s           |

### Points attribués pour le classement par points
| Sprint intermédiaire Pieve di Teco (km 43.7) | Sprint intermédiaire Pieve di Teco (km 43.7) | Sprint intermédiaire Pieve di Teco (km 43.7) | Sprint intermédiaire Pieve di Teco (km 43.7) | Sprint intermédiaire Pieve di Teco (km 43.7) |
| -------------------------------------------- | -------------------------------------------- | -------------------------------------------- | -------------------------------------------- | -------------------------------------------- |
|                                              | Coureur                                      | Pays                                         | Équipe                                       | Point(s)                                     |
| 1er                                          | Filippo Tagliani                             | Italie                                       | Drone Hopper-Androni Giocattoli              | 12                                           |
| 2e                                           | Julius van den Berg                          | Pays-Bas                                     | EF Education-EasyPost                        | 8                                            |
| 3e                                           | Pascal Eenkhoorn                             | Pays-Bas                                     | Jumbo-Visma                                  | 6                                            |
| 4e                                           | Nicolas Prodhomme                            | France                                       | AG2R Citroën                                 | 5                                            |
| 5e                                           | Mirco Maestri                                | Italie                                       | Eolo-Kometa                                  | 4                                            |
| 6e                                           | Arnaud Démare                                | France                                       | Groupama-FDJ                                 | 3                                            |
| 7e                                           | Pieter Serry                                 | Belgique                                     | Quick-Step Alpha Vinyl                       | 2                                            |
| 8e                                           | Clément Davy                                 | France                                       | Groupama-FDJ                                 | 1                                            |
| modifier                                     |                                              |                                              |                                              |                                              |

| Arrivée d'étape Coni (km 150) | Arrivée d'étape Coni (km 150) | Arrivée d'étape Coni (km 150) | Arrivée d'étape Coni (km 150)      | Arrivée d'étape Coni (km 150) |
| ----------------------------- | ----------------------------- | ----------------------------- | ---------------------------------- | ----------------------------- |
|                               | Coureur                       | Pays                          | Équipe                             | Point(s)                      |
| 1er                           | Arnaud Démare                 | France                        | Groupama-FDJ                       | 50                            |
| 2e                            | Phil Bauhaus                  | Allemagne                     | Bahrain Victorious                 | 35                            |
| 3e                            | Mark Cavendish                | Grande-Bretagne               | Quick-Step Alpha Vinyl             | 25                            |
| 4e                            | Fernando Gaviria              | Colombie                      | UAE Emirates                       | 18                            |
| 5e                            | Alberto Dainese               | Italie                        | Team DSM                           | 14                            |
| 6e                            | Simone Consonni               | Italie                        | Cofidis                            | 12                            |
| 7e                            | Dries De Bondt                | Belgique                      | Alpecin-Fenix                      | 10                            |
| 8e                            | Giacomo Nizzolo               | Italie                        | Israel-Premier Tech                | 8                             |
| 9e                            | Andrea Vendrame               | Italie                        | AG2R Citroën                       | 7                             |
| 10e                           | Tobias Bayer                  | Autriche                      | Alpecin-Fenix                      | 6                             |
| 11e                           | Vincenzo Albanese             | Italie                        | Eolo-Kometa                        | 5                             |
| 12e                           | Michael Schwarzmann           | Allemagne                     | Lotto-Soudal                       | 4                             |
| 13e                           | Barnabás Peák                 | Hongrie                       | Intermarché-Wanty-Gobert Matériaux | 3                             |
| 14e                           | Ben Swift                     | Grande-Bretagne               | Ineos Grenadiers                   | 2                             |
| 15e                           | Richard Carapaz               | Équateur                      | Ineos Grenadiers                   | 1                             |
| modifier                      |                               |                               |                                    |                               |

### Points attribués pour le classement du meilleur grimpeur
| \| Colle di Nava (km 54.1) 3e catégorie (10.1 km à 6.8%) \| Colle di Nava (km 54.1) 3e catégorie (10.1 km à 6.8%) \| Colle di Nava (km 54.1) 3e catégorie (10.1 km à 6.8%) \| Colle di Nava (km 54.1) 3e catégorie (10.1 km à 6.8%) \| Colle di Nava (km 54.1) 3e catégorie (10.1 km à 6.8%) \| \| ----------------------------------------------------- \| ----------------------------------------------------- \| ----------------------------------------------------- \| ----------------------------------------------------- \| ----------------------------------------------------- \| \| \| Coureur \| Pays \| Équipe \| Point(s) \| \| 1er \| Pascal Eenkhoorn \| Pays-Bas \| Jumbo-Visma \| 9 \| \| 2e \| Nicolas Prodhomme \| France \| AG2R Citroën \| 4 \| \| 3e \| Mirco Maestri \| Italie \| Eolo-Kometa \| 2 \| \| 4e \| Julius van den Berg \| Pays-Bas \| EF Education-EasyPost \| 1 \| \| modifier \| \| \| \| \| |                     |          |                       |          |
| Colle di Nava (km 54.1) 3e catégorie (10.1 km à 6.8%) |                     |          |                       |          |
| | Coureur             | Pays     | Équipe                | Point(s) |
| 1er | Pascal Eenkhoorn    | Pays-Bas | Jumbo-Visma           | 9        |
| 2e | Nicolas Prodhomme   | France   | AG2R Citroën          | 4        |
| 3e | Mirco Maestri       | Italie   | Eolo-Kometa           | 2        |
| 4e | Julius van den Berg | Pays-Bas | EF Education-EasyPost | 1        |
| modifier |                     |          |                       |          |

### Classements aux points intermédiaires
| Sprint intermédiaire Pieve di Teco (km 43.7) | Sprint intermédiaire Pieve di Teco (km 43.7) | Sprint intermédiaire Pieve di Teco (km 43.7) | Sprint intermédiaire Pieve di Teco (km 43.7) | Sprint intermédiaire Pieve di Teco (km 43.7) |
| -------------------------------------------- | -------------------------------------------- | -------------------------------------------- | -------------------------------------------- | -------------------------------------------- |
|                                              | Coureur                                      | Pays                                         | Équipe                                       | Point(s)                                     |
| 1er                                          | Filippo Tagliani                             | Italie                                       | Drone Hopper-Androni Giocattoli              | 10                                           |
| 2e                                           | Julius van den Berg                          | Pays-Bas                                     | EF Education-EasyPost                        | 6                                            |
| 3e                                           | Pascal Eenkhoorn                             | Pays-Bas                                     | Jumbo-Visma                                  | 3                                            |
| 4e                                           | Nicolas Prodhomme                            | France                                       | AG2R Citroën                                 | 2                                            |
| 5e                                           | Mirco Maestri                                | Italie                                       | Eolo-Kometa                                  | 1                                            |
| modifier                                     |                                              |                                              |                                              |                                              |

| Sprint intermédiaire San Michele Mondovì (km 112) | Sprint intermédiaire San Michele Mondovì (km 112) | Sprint intermédiaire San Michele Mondovì (km 112) | Sprint intermédiaire San Michele Mondovì (km 112) | Sprint intermédiaire San Michele Mondovì (km 112) |
| ------------------------------------------------- | ------------------------------------------------- | ------------------------------------------------- | ------------------------------------------------- | ------------------------------------------------- |
|                                                   | Coureur                                           | Pays                                              | Équipe                                            | Point(s)                                          |
| 1er                                               | Julius van den Berg                               | Pays-Bas                                          | EF Education-EasyPost                             | 10                                                |
| 2e                                                | Pascal Eenkhoorn                                  | Pays-Bas                                          | Jumbo-Visma                                       | 6                                                 |
| 3e                                                | Mirco Maestri                                     | Italie                                            | Eolo-Kometa                                       | 3                                                 |
| 4e                                                | Nicolas Prodhomme                                 | France                                            | AG2R Citroën                                      | 2                                                 |
| 5e                                                | Matthias Brändle                                  | Autriche                                          | Israel-Premier Tech                               | 1                                                 |
| modifier                                          |                                                   |                                                   |                                                   |                                                   |

### Bonifications
|   | Coureur             | Pays     | Équipe                | Secondes |
| - | ------------------- | -------- | --------------------- | -------- |
| 1 | Julius van den Berg | Pays-Bas | EF Education-EasyPost | 3 s      |
| 2 | Pascal Eenkhoorn    | Pays-Bas | Jumbo-Visma           | 2 s      |
| 3 | Mirco Maestri       | Italie   | Eolo-Kometa           | 1 s      |

|   | Coureur        | Pays            | Équipe                 | Secondes |
| - | -------------- | --------------- | ---------------------- | -------- |
| 1 | Arnaud Démare  | France          | Groupama-FDJ           | 10 s     |
| 2 | Phil Bauhaus   | Allemagne       | Bahrain Victorious     | 6 s      |
| 3 | Mark Cavendish | Grande-Bretagne | Quick-Step Alpha Vinyl | 4 s      |

## Classements à l'issue de l'étape

### Classement général
| \| Classement général \| Classement général \| Classement général \| Classement général \| Classement général \| \| Coureur \| Coureur \| Pays \| Équipe \| Temps \| \| ------------------ \| ------------------ \| ------------------ \| ---------------------------------- \| ------------------ \| \| 1er \| Juan Pedro López \| Espagne \| Trek-Segafredo \| 54 h 37 min 23 s \| \| 2e \| Richard Carapaz \| Équateur \| Ineos Grenadiers \| + 12 s \| \| 3e \| João Almeida \| Portugal \| UAE Team Emirates \| + 12 s \| \| 4e \| Jai Hindley \| Australie \| Bora-Hansgrohe \| + 20 s \| \| 5e \| Guillaume Martin \| France \| Cofidis \| + 28 s \| \| 6e \| Mikel Landa \| Espagne \| Bahrain Victorious \| + 29 s \| \| 7e \| Domenico Pozzovivo \| Italie \| Intermarché-Wanty-Gobert Matériaux \| + 54 s \| \| 8e \| Emanuel Buchmann \| Allemagne \| Bora-Hansgrohe \| + 1 min 09 s \| \| 9e \| Pello Bilbao \| Espagne \| Bahrain Victorious \| + 1 min 22 s \| \| 10e \| Alejandro Valverde \| Espagne \| Movistar Team \| + 1 min 23 s \| |                    |           |                                    |                  |
| |                    |           |                                    |                  |
| Source : ProCyclingStats |                    |           |                                    |                  |
| Classement général |                    |           |                                    |                  |
| Coureur | Coureur            | Pays      | Équipe                             | Temps            |
| 1er | Juan Pedro López   | Espagne   | Trek-Segafredo                     | 54 h 37 min 23 s |
| 2e | Richard Carapaz    | Équateur  | Ineos Grenadiers                   | + 12 s           |
| 3e | João Almeida       | Portugal  | UAE Team Emirates                  | + 12 s           |
| 4e | Jai Hindley        | Australie | Bora-Hansgrohe                     | + 20 s           |
| 5e | Guillaume Martin   | France    | Cofidis                            | + 28 s           |
| 6e | Mikel Landa        | Espagne   | Bahrain Victorious                 | + 29 s           |
| 7e | Domenico Pozzovivo | Italie    | Intermarché-Wanty-Gobert Matériaux | + 54 s           |
| 8e | Emanuel Buchmann   | Allemagne | Bora-Hansgrohe                     | + 1 min 09 s     |
| 9e | Pello Bilbao       | Espagne   | Bahrain Victorious                 | + 1 min 22 s     |
| 10e | Alejandro Valverde | Espagne   | Movistar Team                      | + 1 min 23 s     |

| Classement par points | Classement par points | Classement par points | Classement par points           | Classement par points |
| Coureur               | Coureur               | Pays                  | Équipe                          | Points                |
| --------------------- | --------------------- | --------------------- | ------------------------------- | --------------------- |
| 1er                   | Arnaud Démare         | France                | Groupama-FDJ                    | 238 pts               |
| 2e                    | Mark Cavendish        | Royaume-Uni           | Quick-Step Alpha Vinyl          | 121 pts               |
| 3e                    | Fernando Gaviria      | Colombie              | UAE Team Emirates               | 117 pts               |
| 4e                    | Mathieu van der Poel  | Pays-Bas              | Alpecin-Fenix                   | 90 pts                |
| 5e                    | Alberto Dainese       | Italie                | Team DSM                        | 81 pts                |
| 6e                    | Giacomo Nizzolo       | Italie                | Israel-Premier Tech             | 77 pts                |
| 7e                    | Phil Bauhaus          | Allemagne             | Bahrain Victorious              | 72 pts                |
| 8e                    | Filippo Tagliani      | Italie                | Drone Hopper-Androni Giocattoli | 70 pts                |
| 9e                    | Simone Consonni       | Italie                | Cofidis                         | 67 pts                |
| 10e                   | Thomas De Gendt       | Belgique              | Lotto-Soudal                    | 53 pts                |

| Classement par points | Classement par points | Classement par points | Classement par points           | Classement par points |
| Coureur               | Coureur               | Pays                  | Équipe                          | Points                |
| --------------------- | --------------------- | --------------------- | ------------------------------- | --------------------- |
| 1er                   | Arnaud Démare         | France                | Groupama-FDJ                    | 238 pts               |
| 2e                    | Mark Cavendish        | Royaume-Uni           | Quick-Step Alpha Vinyl          | 121 pts               |
| 3e                    | Fernando Gaviria      | Colombie              | UAE Team Emirates               | 117 pts               |
| 4e                    | Mathieu van der Poel  | Pays-Bas              | Alpecin-Fenix                   | 90 pts                |
| 5e                    | Alberto Dainese       | Italie                | Team DSM                        | 81 pts                |
| 6e                    | Giacomo Nizzolo       | Italie                | Israel-Premier Tech             | 77 pts                |
| 7e                    | Phil Bauhaus          | Allemagne             | Bahrain Victorious              | 72 pts                |
| 8e                    | Filippo Tagliani      | Italie                | Drone Hopper-Androni Giocattoli | 70 pts                |
| 9e                    | Simone Consonni       | Italie                | Cofidis                         | 67 pts                |
| 10e                   | Thomas De Gendt       | Belgique              | Lotto-Soudal                    | 53 pts                |

| Classement de la montagne | Classement de la montagne | Classement de la montagne | Classement de la montagne       | Classement de la montagne |
| Coureur                   | Coureur                   | Pays                      | Équipe                          | Points                    |
| ------------------------- | ------------------------- | ------------------------- | ------------------------------- | ------------------------- |
| 1er                       | Diego Rosa                | Italie                    | Eolo-Kometa                     | 83 pts                    |
| 2e                        | Koen Bouwman              | Pays-Bas                  | Jumbo-Visma                     | 69 pts                    |
| 3e                        | Lennard Kämna             | Allemagne                 | Bora-Hansgrohe                  | 43 pts                    |
| 4e                        | Jai Hindley               | Australie                 | Bora-Hansgrohe                  | 40 pts                    |
| 5e                        | Bauke Mollema             | Pays-Bas                  | Trek-Segafredo                  | 30 pts                    |
| 6e                        | Wout Poels                | Pays-Bas                  | Bahrain Victorious              | 27 pts                    |
| 7e                        | Natnael Tesfatsion        | Érythrée                  | Drone Hopper-Androni Giocattoli | 26 pts                    |
| 8e                        | Davide Formolo            | Italie                    | UAE Team Emirates               | 25 pts                    |
| 9e                        | Mirco Maestri             | Italie                    | Eolo-Kometa                     | 20 pts                    |
| 10e                       | Eduardo Sepúlveda         | Argentine                 | Drone Hopper-Androni Giocattoli | 19 pts                    |

| Classement de la montagne | Classement de la montagne | Classement de la montagne | Classement de la montagne       | Classement de la montagne |
| Coureur                   | Coureur                   | Pays                      | Équipe                          | Points                    |
| ------------------------- | ------------------------- | ------------------------- | ------------------------------- | ------------------------- |
| 1er                       | Diego Rosa                | Italie                    | Eolo-Kometa                     | 83 pts                    |
| 2e                        | Koen Bouwman              | Pays-Bas                  | Jumbo-Visma                     | 69 pts                    |
| 3e                        | Lennard Kämna             | Allemagne                 | Bora-Hansgrohe                  | 43 pts                    |
| 4e                        | Jai Hindley               | Australie                 | Bora-Hansgrohe                  | 40 pts                    |
| 5e                        | Bauke Mollema             | Pays-Bas                  | Trek-Segafredo                  | 30 pts                    |
| 6e                        | Wout Poels                | Pays-Bas                  | Bahrain Victorious              | 27 pts                    |
| 7e                        | Natnael Tesfatsion        | Érythrée                  | Drone Hopper-Androni Giocattoli | 26 pts                    |
| 8e                        | Davide Formolo            | Italie                    | UAE Team Emirates               | 25 pts                    |
| 9e                        | Mirco Maestri             | Italie                    | Eolo-Kometa                     | 20 pts                    |
| 10e                       | Eduardo Sepúlveda         | Argentine                 | Drone Hopper-Androni Giocattoli | 19 pts                    |

| Classement du meilleur jeune | Classement du meilleur jeune | Classement du meilleur jeune | Classement du meilleur jeune | Classement du meilleur jeune |
| Coureur                      | Coureur                      | Pays                         | Équipe                       | Temps                        |
| ---------------------------- | ---------------------------- | ---------------------------- | ---------------------------- | ---------------------------- |
| 1er                          | Juan Pedro López             | Espagne                      | Trek-Segafredo               | 54 h 37 min 23 s             |
| 2e                           | João Almeida                 | Portugal                     | UAE Team Emirates            | + 12 s                       |
| 3e                           | Thymen Arensman              | Pays-Bas                     | Team DSM                     | + 1 min 27 s                 |
| 4e                           | Iván Sosa                    | Colombie                     | Movistar Team                | + 7 min 39 s                 |
| 5e                           | Pavel Sivakov                | France                       | Ineos Grenadiers             | + 12 min 15 s                |
| 6e                           | Santiago Buitrago            | Colombie                     | Bahrain Victorious           | + 12 min 17 s                |
| 7e                           | Mauri Vansevenant            | Belgique                     | Quick-Step Alpha Vinyl       | + 18 min 21 s                |
| 8e                           | Vadim Pronskiy               | Kazakhstan                   | Astana Qazaqstan Team        | + 22 min 33 s                |
| 9e                           | Luca Covili                  | Italie                       | Bardiani CSF Faizanè         | + 24 min 44 s                |
| 10e                          | Gijs Leemreize               | Pays-Bas                     | Jumbo-Visma                  | + 25 min 42 s                |

| Classement du meilleur jeune | Classement du meilleur jeune | Classement du meilleur jeune | Classement du meilleur jeune | Classement du meilleur jeune |
| Coureur                      | Coureur                      | Pays                         | Équipe                       | Temps                        |
| ---------------------------- | ---------------------------- | ---------------------------- | ---------------------------- | ---------------------------- |
| 1er                          | Juan Pedro López             | Espagne                      | Trek-Segafredo               | 54 h 37 min 23 s             |
| 2e                           | João Almeida                 | Portugal                     | UAE Team Emirates            | + 12 s                       |
| 3e                           | Thymen Arensman              | Pays-Bas                     | Team DSM                     | + 1 min 27 s                 |
| 4e                           | Iván Sosa                    | Colombie                     | Movistar Team                | + 7 min 39 s                 |
| 5e                           | Pavel Sivakov                | France                       | Ineos Grenadiers             | + 12 min 15 s                |
| 6e                           | Santiago Buitrago            | Colombie                     | Bahrain Victorious           | + 12 min 17 s                |
| 7e                           | Mauri Vansevenant            | Belgique                     | Quick-Step Alpha Vinyl       | + 18 min 21 s                |
| 8e                           | Vadim Pronskiy               | Kazakhstan                   | Astana Qazaqstan Team        | + 22 min 33 s                |
| 9e                           | Luca Covili                  | Italie                       | Bardiani CSF Faizanè         | + 24 min 44 s                |
| 10e                          | Gijs Leemreize               | Pays-Bas                     | Jumbo-Visma                  | + 25 min 42 s                |

| Classement par équipes | Classement par équipes             | Classement par équipes | Classement par équipes |
| Équipe                 | Équipe                             | Pays                   | Temps                  |
| ---------------------- | ---------------------------------- | ---------------------- | ---------------------- |
| 1re                    | Intermarché-Wanty-Gobert Matériaux | Belgique               | 163 h 44 min 11 s      |
| 2e                     | Bora-Hansgrohe                     | Allemagne              | + 2 min 52 s           |
| 3e                     | Bahrain Victorious                 | Bahreïn                | + 7 min 09 s           |
| 4e                     | Trek-Segafredo                     | États-Unis             | + 19 min 32 s          |
| 5e                     | Jumbo-Visma                        | Pays-Bas               | + 19 min 45 s          |
| 6e                     | Ineos Grenadiers                   | Royaume-Uni            | + 25 min 05 s          |
| 7e                     | Team DSM                           | Pays-Bas               | + 25 min 21 s          |
| 8e                     | Movistar Team                      | Espagne                | + 26 min 43 s          |
| 9e                     | Astana Qazaqstan Team              | Kazakhstan             | + 40 min 10 s          |
| 10e                    | UAE Team Emirates                  | Émirats arabes unis    | + 44 min 52 s          |

| Classement par équipes | Classement par équipes             | Classement par équipes | Classement par équipes |
| Équipe                 | Équipe                             | Pays                   | Temps                  |
| ---------------------- | ---------------------------------- | ---------------------- | ---------------------- |
| 1re                    | Intermarché-Wanty-Gobert Matériaux | Belgique               | 163 h 44 min 11 s      |
| 2e                     | Bora-Hansgrohe                     | Allemagne              | + 2 min 52 s           |
| 3e                     | Bahrain Victorious                 | Bahreïn                | + 7 min 09 s           |
| 4e                     | Trek-Segafredo                     | États-Unis             | + 19 min 32 s          |
| 5e                     | Jumbo-Visma                        | Pays-Bas               | + 19 min 45 s          |
| 6e                     | Ineos Grenadiers                   | Royaume-Uni            | + 25 min 05 s          |
| 7e                     | Team DSM                           | Pays-Bas               | + 25 min 21 s          |
| 8e                     | Movistar Team                      | Espagne                | + 26 min 43 s          |
| 9e                     | Astana Qazaqstan Team              | Kazakhstan             | + 40 min 10 s          |
| 10e                    | UAE Team Emirates                  | Émirats arabes unis    | + 44 min 52 s          |

## Abandons
- Romain Bardet (Team DSM) : problèmes gastriques amplifiés par une insolation.